# Yvor Winters
Arthur Yvor Winters (1900 – 1968) foi um poeta e crítico literário dos Estados Unidos, inicialmente ligado ao Modernismo dos imagistas, publicando em revistas de Vanguarda, sendo também influenciado pela poesia dos povos pré-colombianos do seu país. Mais tarde passou a desenvolver uma poesia em antigos moldes.
Recebeu o Prémio Bollingen em 1961.